# Guatteria mexiae
Guatteria mexiae R.E.Fr. – gatunek rośliny z rodziny flaszowcowatych (Annonaceae Juss.). Występuje endemicznie w Brazylii – w stanach Minas Gerais oraz São Paulo. 

## Morfologia
PokrójZimozielony krzew dorastający do 3–4 m wysokości.
LiścieMają eliptycznie owalny kształt. Mierzą 8–13 cm długości oraz 2–3,5 szerokości. Nasada liścia jest rozwarta. Liść na brzegu jest całobrzegi.
OwocePojedyncze. Mają elipsoidalny kształt. Osiągają 9–11 mm długości oraz 5–6 mm średnicy.

## Biologia i ekologia
Rośnie w lasach na wysokości do 900 m n.p.m..